# Grand Theft Auto: Misiunile Londoneze
Rockstar Games a lansat 2 pachete cu misiuni pentru GTA 1: London 1969 și London 1961. Acestea adăugau alte misiuni și transformau hărțile inițiale într-o hartă a Londrei.

## Grand Theft Auto: London 1969
Grand Theft Auto: London 1969 este primul pachet de misiuni pentru Grand Theft Auto. A fost lansat pe 31 martie 1999 pentru DOS și Microsoft Windows. Pe 29 aprilie 1999 a fost lansat și pentru PlayStation, fiind primul expansion pack realizat vreodată pentru această consolă.
London 1969 folosește același motor de joc ca și Grand Theft Auto, având grafică și gameplay similar.
După cum spune și numele, acțiunea jocului se petrece în anul 1969 în Londra. Jucătorul intră din nou în pielea unui criminal implicat în crima organizată.

## Grand Theft Auto: London 1961
Grand Theft Auto: London 1961 este al doilea pachet de misiuni pentru Grand Theft Auto.
Spre deosebire de London 1969, London 1961 este disponibil gratuit doar pentru Microsoft Windows. Pentru a putea fi jucat, London 1961 necesită London 1969 care, la rândul lui, necesită Grand Theft Auto.
Ca și London 1969, London 1961 folosește același motor de joc ca Grand Theft Auto. Acțiunea jocului se petrece în anul 1961 cu opt ani înainte de cea din London 1969. Acest pachet adaugă jocului original noi misiuni, noi vehicule, un nou cut scene și un nou nivel multiplayer bazat în Manchester.